# Baron Monck
Baron Monck ist ein erblicher britischer Adelstitel, der je einmal in der Peerage of England, der Peerage of Ireland und der Peerage of the United Kingdom verliehen wurde.

## Verleihungen
Erstmals wurde am 7. Juli 1660 durch Letters Patent in der Peerage of England der Titel Baron Monck, of Potheridge in the County of Devon, dem englischen Politiker und Militär George Monck verliehen, zusammen mit den übergeordneten Titel Duke of Albemarle und Earl of Torrington sowie den weiteren Titeln Baron Beauchamp, of Beauchamp in the County of Devon, und Baron Teyes, of Teyes in the County of Devon. Die Titel erloschen beim kinderlosen Tod seines Sohnes, des 2. Duke, am 6. Oktober 1688.
In zweiter Verleihung wurde am 23. November 1797 in der Peerage of Ireland der Titel zum Baron Monck, of Ballytrammon in the County of Wexford, für Charles Monck geschaffen. Dieser wurde am 5. Januar 1801 zudem zum Viscount Monck erhoben, of Ballytrammon in the County of Wexford, erhoben. Sein ältester Sohn, der 2. Viscount, wurde am 12. Januar 1822 in der Peerage of Ireland zudem zum Earl of Rathdowne erhoben. Dieser hatte neun Töchter, aber keinen Sohn, so dass das Earldom bei seinem Tod am 20. September 1848 erlosch. Die übrigen Titel erbte sein Bruder als 3. Viscount. Dessen Sohn, der 4. Viscount, war Generalgouverneur von Kanada und wurde am 12. Juli 1866 in dritter Verleihung, in der Peerage of the United Kingdom zum Baron Monck, of Ballytrammon in the County of Wexford, erhoben. Dieser Titel war im Gegensatz zu seinen irischen Titeln bis 1999 mit einem erblichen Sitz im House of Lords verbunden.
Heutiger Titelinhaber ist dessen Ur-urenkel Charles Monck als 7. Viscount.

## Liste der Barone Monck

### Barone Monck, erste Verleihung (1660)
- George Monck, 1. Duke of Albemarle, 1. Baron Monck (1608–1670)
- Christopher Monck, 2. Duke of Albemarle, 2. Baron Monck (1653–1688)

### Barone Monck, zweite Verleihung (1797)
- Charles Monck, 1. Viscount Monck, 1. Baron Monck (um 1754–1802)
- Henry Monck, 1. Earl of Rathdowne, 2. Baron Monck (1785–1848)
- Charles Monck, 3. Viscount Monck, 3. Baron Monck (1791–1849)
- Charles Monck, 4. Viscount Monck, 4. Baron Monck (1819–1894) (1866 zum Baron Monck erhoben)

### Barone Monck, zweite und dritte Verleihung (1797/1866)
- Charles Monck, 4. Viscount Monck, 4. und 1. Baron Monck (1819–1894)
- Henry Monck, 5. Viscount Monck, 5. und 2. Baron Monck (1849–1927)
- Henry Monck, 6. Viscount Monck, 6. und 3. Baron Monck (1905–1982)
- Charles Monck, 7. Viscount Monck, 7. und 4. Baron Monck (* 1953)

Mutmaßlicher Titelerbe (Heir Presumptive) ist der Bruder des aktuellen Titelinhabers, Hon. George Monck (* 1957).